# Freddie Little
Freddie Little est un boxeur américain né le 25 avril 1936 à Picayune, État du Mississippi.

## Carrière
Passé professionnel en 1957, il remporte le titre vacant de champion du monde des super-welters WBA & WBC le 17 mars 1969 après sa victoire aux points contre Stanley Hayward. Little conserve ses ceintures face à Hisao Minami et Gerhard Piaskowy puis s'incline contre l'italien Carmelo Bossi le 9 juillet 1970. Il met un terme à sa carrière en 1972 sur un bilan de 51 victoires et 6 défaites.

## Référence
1. ↑  (en) Freddie Little vs. Stanley Hayward (boxrec.com)